# 老友记 (第四季)
《老友记》第四季，是由大衛·克雷恩和瑪塔·考夫曼制作的美国情景喜剧。它由布萊特考夫曼克雷恩製片公司联合华纳兄弟电视公司制作，并于1997年9月25日在美国的NBC首播，该季共24集，于1998年5月7日结束。平均收视率居全美第四，收视人口约1578万人。

## 剧情
罗斯终于决定选择瑞秋，但是倔强的瑞秋写了一封长信要求罗斯为两人的第一次分手负全部的责任，同样牛脾气的罗斯无法接受这个条件，两人大吵一架一拍两散。菲比竟然发现在海边与她同名的女子竟然是自己的亲生母亲，而她的孪生姐姐也早就知道这个秘密。回到纽约后，她的异母弟弟和弟媳艾莉丝希望她能做他们的代孕母亲，经过一番激烈的思想斗争她终于答应了这个请求。（此情节的添加是为了照顾现实中怀孕了的演员丽莎·库卓）。
钱德和乔伊认为自己比女生们更了解对方，莫妮卡和瑞秋断然否认。两派在罗斯的主持下进行了一场竞赛，随着赌注不断加码，最后两方竟博上了鸡与鸭的小命和所住的公寓。最后男生们赢得了竞赛，双方只能互换公寓。瑞秋想拿自己父亲的NBA季票换回公寓，这次还是赔了夫人又折兵。趁着男生们看球的时机，莫妮卡她们已经迅速的把公寓换了回去，钱德和乔伊大为光火要找女生们算账，谁知女生们竟然拿出了一套男生们没办法抵抗的备用计划……
钱德爱上了乔伊的女友凯西，这让特别珍视与乔伊友谊的钱德非常苦恼。在钱德和凯西情不自禁地接吻之后，情况变得更加糟糕了。
罗斯爱上了一个来纽约旅游的英国女孩艾米丽，短暂的时光让两人的情感迅速升温。不忍再做空中飞人，也不愿再一次在机场苦苦分别的两人决定闪电结婚。婚礼将近，菲比因为待产、不能去伦敦参加罗斯的婚礼，瑞秋也觉得旧情仍在而不愿意同往。渴望结婚生育的莫妮卡在婚宴上大受打击，喝醉了的她竟然和安慰她的钱德睡在了一起。瑞秋下定决心去伦敦向罗斯表达自己的真实感受，但在看见沉浸在幸福之中的罗斯和艾米丽之后又再一次退缩不打算搅乱这场婚礼。婚礼进行时，被追寻而来的此生挚爱搅得有点糊涂的罗斯，竟然在神坛上错喊出了瑞秋的名字……

## 演员及角色

### 主要演员
- 珍妮佛·安妮斯顿 饰演 瑞秋·葛林。
- 柯特妮·考克斯 饰演 莫妮卡·盖勒。
- 丽莎·库卓 饰演 菲比·布菲。
- 麦特·勒布郎 饰演 乔伊·崔比雅尼。
- 马修·派瑞 饰演 钱德·宾。
- 大卫·史威默 饰演 罗斯·盖勒。

### 客串演员
- 瓊·蓋博（英语：June Gable） 饰演 艾斯黛拉（乔伊的经纪人）
- 瑪姬·惠勒（英语：Maggie Wheeler） 饰演 珍妮斯（钱德的前女友）
- 艾里歐特·古爾德（英语：Elliott Gould） 饰演 杰克·盖勒（罗斯与莫妮卡的父亲）
- 克莉絲汀娜・皮科斯（英语：Christina Pickles） 饰演 朱迪·盖勒（罗斯与莫妮卡的母亲）

### 不定期出演演员
- 詹姆斯·邁克爾·泰勒（英语：James Michael Tyler）饰演 甘瑟（中央咖啡馆店员）
- 喬凡尼·瑞比西饰演 小弗兰克（菲比的同父异母弟弟）
- 帕姬·布魯斯特（英语：Paget Brewster） 饰演 凯西（乔伊的女友，后与钱德坠入了情网）
- 海倫·巴克森代爾（英语：Helen Baxendale） 饰演 艾米丽（罗斯的英国未婚妻）
- 泰特·唐納文 饰演 约书亚（瑞秋的客户、钟情对象）
- 黛博拉·喬·盧平（英语：Debra Jo Rupp） 饰演 艾莉丝（小弗兰克的妻子）
- 艾莉森·拉普拉卡（英语：Alison LaPlaca） 饰演 乔安娜（瑞秋的上司）
- 邁克·哈加提（英语：Michael G. Hagerty） 饰演 丘格先生（老友们的公寓管理员）

## 分集剧情
| 总集数 | 季中集数 | 标题                                                | 导演                | 编剧                                                                          | 首播日期       |
| --- | -------- | --------------------------------------------------- | ------------------- | ----------------------------------------------------------------------------- | -------------- |
| 74 | 1        | 水母行凶 The One with the Jellyfish                 | Shelley Jensen      | Wil Calhoun                                                                   | 1997年9月25日  |
| 莫妮卡被一只水母蛰到，向钱德和乔伊求助，为了缓解莫妮卡的痛苦，钱德只能在她身上撒尿，因为尿液中的阿摩尼亚能中和水母的毒素，事后的三人为这场风波感到异常尴尬。罗斯和瑞秋打算复合，但是最终罗斯无法接受瑞秋苛刻的符合条件而一拍两散。菲比竟然发现在海边与她同名的女人竟然是她的亲生母亲。 |          |                                                     |                     |                                                                               |                |
| 75 | 2        | 母还魂 The One with the Cat                         | Shelley Jensen      | Jill Condon和Amy Toomin                                                       | 1997年10月2日  |
| 一只猫溜进了咖啡馆并蜷缩进了菲比的吉他盒。菲比认定自己养母的灵魂附在了这只猫上而和它形影不离。乔伊尝试把自己制作的娱乐中心卖出去，他吹嘘柜子里能塞进一个成年人，他的一位客户表示不信，于是乔伊亲自演示，谁知竟被那人关在里面并趁机顺手打劫了一番。莫妮卡和高中时期的风云人物切普约会，当她发现切普的心智还停留在高中的时候就立刻甩了他。 |          |                                                     |                     |                                                                               |                |
| 76 | 3        | 手铐游戏 The One with the Cuffs                     | Peter Bonerz        | Seth Kurland                                                                  | 1997年10月9日  |
| 钱德和瑞秋的上司乔安娜约会，但是由于把道具手铐玩的有点过火而分手。这让夹在中间的瑞秋很为难。莫妮卡为她的母亲准备宴会，却不幸把一只假指甲遗失在了食物里。这让本来就在母亲前缺乏自信的莫妮卡更加抬不起头来。 |          |                                                     |                     |                                                                               |                |
| 77 | 4        | 与乔伊共舞 The One with the Ballroom Dancing        | Gail Mancuso        | Ted Cohen & Andrew Reich                                                      | 1997年10月16日 |
| 乔伊舍身取义陪公寓管理员丘格先生练舞，以此想保下莫妮卡和瑞秋非法承租的公寓。钱德希望退掉健身房的会员资格，但是他觉得自己没有这个勇气。罗斯自告奋勇协助，谁知道最后也被圈进了套里。回到家后悔的两人决定直接去银行销户，变相退掉健身房，可是意志薄弱的他们最后被劝说办了一个联名账户。 |          |                                                     |                     |                                                                               |                |
| 78 | 5        | 乔伊的新女友 The One with Joey's New Girlfriend     | Gail Mancuso        | Gregory S. Malins和Michael Curtis                                             | 1997年10月30日 |
| 钱德在咖啡店遇到了一个让他心怡的女孩，随后竟然发现她竟然是乔伊的新女友。瑞秋对罗斯的艳遇非常嫉妒，于是和一个大学生约会，谁知此人竟然偷瑞秋的钱。感冒让菲比的嗓音变的很"性感"，菲比爱上了这嗓音，就算感冒痊愈之后也千方百计的想要把这种感觉找回来。 |          |                                                     |                     |                                                                               |                |
| 79 | 6        | 脏姑娘 The One with the Dirty Girl                  | Shelley Jensen      | Shana Goldberg-Meehan和Scott Silveri                                          | 1997年11月6日  |
| 罗斯的新女友（麗貝卡·羅梅恩饰演）看上去非常完美，但是罗斯竟然发现他的家简直不能再用脏乱不堪来形容。钱德为自己钟情的凯西买了一份珍贵的生日礼物——一本她最爱的儿童书的首版。而身为凯西男友的乔伊不轻不愿买的礼物却不伦不类且非常廉价。为了掩饰自己的真实情感，钱德只能把自己精心挑选的礼物让给了乔伊。菲比和莫妮卡决定合伙做外烩生意。 |          |                                                     |                     |                                                                               |                |
| 80 | 7        | 钱德越界了 The One Where Chandler Crosses the Line  | Kevin Bright        | Adam Chase                                                                    | 1997年11月13日 |
| 相互吸引的钱德和凯西吻在了一起，这让钱德必须在他梦中的女孩，和他最好的朋友乔伊之间做出选择。钱德对乔伊感到非常的愧疚，因此为他们的公寓买了新家具和新电视机。乔伊终于发现了钱德和凯西的恋情，决定惩罚钱德五年。罗斯重新开始玩起了音乐而且自我感觉超级良好（照他的话说他的音乐是"无言之诗"）。 |          |                                                     |                     |                                                                               |                |
| 81 | 8        | 盒装钱德 The One with Chandler in a Box             | Peter Bonerz        | Michael Borkow                                                                | 1997年11月20日 |
| 钱德答应在感恩节假期里都蹲在一个木条箱里，以此作为亲了乔伊的女友凯西的惩罚。莫妮卡不小心弄伤了自己的眼睛，在诊所，她遇到了前男友理查的儿子（邁克·瓦爾坦饰演）。莫妮卡对他产生了兴趣并邀请他来共度感恩节，虽然他的朋友们都觉得这不是一个好主意。凯西决定和钱德分手以免破坏他所珍视的与乔伊的友谊，这让乔伊很受感动，他放钱德从箱子里面出来好去追赶凯西。 |          |                                                     |                     |                                                                               |                |
| 82 | 9        | 派对时间 The One Where They're Going to Party!      | Peter Bonerz        | Ted Cohen & Andrew Reich                                                      | 1997年12月11日 |
| 钱德和罗斯的朋友"甘道夫"要来城里了。这让期待和甘道夫一道参加排队的两人非常兴奋。甘道夫取消了行程，失望的他们决定自己去找乐子。当他们精疲力尽的回家之后，发现自己已经老到不适合再做派对动物了。莫妮卡要在继续和菲比合伙做外烩和去一家餐馆做主厨之间选择。瑞秋因为工作能力过于突出而被不愿意她升职调离自己手下的上司玩了一道阴的。为了补偿她，她的上司乔安娜凭空创立了一个职务给她，就在向人事部门报备之前，乔安娜却意外的遭遇车祸去世了。                                              |          |                                                     |                     |                                                                               |                |
| 83 | 10       | 罗斯的选择 The One with the Girl from Poughkeepsie  | Gary Halvorson      | Scott Silveri                                                                 | 1997年12月18日 |
| 罗斯必须在两个女孩中间选择，一个有趣的女孩但距他2个半小时的车程，一个住在他家附近，但是不怎么有趣。菲比想为朋友们写一首圣诞歌曲。乔伊帮助莫妮卡在她的新餐馆里面建立威信。 |          |                                                     |                     |                                                                               |                |
| 84 | 11       | 菲比的子宫 The One with Phoebe's Uterus             | David Steinberg     | Seth Kurland                                                                  | 1998年1月8日   |
| 菲比的异母弟弟和他的妻子前来拜访她，并且希望她能做他们的代孕母亲。菲比为此征询她生母的意见，但是她母亲不觉得这是一个好主意。为了证明这一点，她送给菲比一只小狗，并约好三天之后拿回来，以此想让菲比体会到送走自己亲生骨肉的痛苦。但是菲比还是决定为她的弟弟做代孕，因为这能让他们快乐，所以也会让她自己快乐。莫妮卡深情并茂的向钱德介绍了女生的七个敏感点，这让钱德的女友凯西大为受益。 备注: 虽然在后面的剧集中说过钱德不喜欢狗，但是在此集里，钱德却和一只狗同处一室也没见什么问题。 |          |                                                     |                     |                                                                               |                |
| 85 | 12       | 公寓大搬风 The One with the Embryos                 | Kevin S. Bright     | Jill Condon和Amy Toomin                                                       | 1998年1月15日  |
| 菲比接受产科检查准备接受胚胎移植，男生与女生们打了一场看似无害的赌，以证明谁了解对方多一些，随着战况升级，赌注也不断加码。最后男生们压上了鸡与鸭的小命，而女生们也压上了自己的宝贝公寓。赌局结束，男生们获胜，瑞秋想耍赖说这是一个游戏，但是男生们却不这么认为。就在争吵之际，菲比告诉大家，她怀孕了... |          |                                                     |                     |                                                                               |                |
| 86 | 13       | 瑞秋思春 The One with Rachel's Crush                | Dana DeVally Piazza | Shana Goldberg-Meehan                                                         | 1998年1月29日  |
| 男生们和女生们互换了公寓，这让莫妮卡心里酸酸的。钱德和凯西分手了，因为凯西在舞台上和同剧的演员表演的激情戏让他接受不了，凯西对钱德说明，这只是她的工作而已，而且还说在钱德成熟之后可以再来找她。瑞秋对一位英俊的男客户动了心，但是没有胆量约他出来。 |          |                                                     |                     |                                                                               |                |
| 87 | 14       | 脏兮兮的乔伊 The One with Joey's Dirty Day          | Peter Bonerz        | Wil Calhoun                                                                   | 1998年2月5日   |
| 乔伊参演了老牌演员卻爾登·希斯頓的新戏，但是前三天他都和他的父亲去钓鱼而没工夫洗澡，这让他闻起来非常的难闻。他只能偷偷溜进卻爾登·希斯頓专用的盥洗室洗澡，但是不巧被抓的正着还被老前辈上了一课。瑞秋撮合罗斯和她新上司的侄女——英国来的艾米丽，因为她和约书亚约好去夜店玩。钱德还是不能忘记凯西。 |          |                                                     |                     |                                                                               |                |
| 88 | 15       | 罗斯打橄榄球 The One with All the Rugby             | James Burrows       | 故事: Ted Cohen & Andrew Reich 电视剧本: Wil Calhoun                          | 1998年2月26日  |
| 罗斯和艾米丽的朋友一起打英式橄榄球，这让他被那帮英国佬修理的很惨。钱德为了摆脱珍妮丝谎称公司派他去也门。莫妮卡为了搞清楚她新公寓的一个开关的作用而大动干戈。 |          |                                                     |                     |                                                                               |                |
| 89 | 16       | 假派对 The One with the Fake Party                  | Michael Lembeck     | 故事: Alicia Sky Varinaitis 电视剧本: Scott Silveri和Shana Goldberg-Meehan    | 1998年3月19日  |
| 瑞秋为了能接近约书亚，为即将返回伦敦的艾米丽开了一个假派对。怀孕了的菲比很想吃肉，但是又不想残害动物而坚持做一个素食主义者。乔伊挺身而出提出了一个建议。就当瑞秋得偿所愿能吻到约书亚的时候，菲比胎动了... |          |                                                     |                     |                                                                               |                |
| 90 | 17       | 免费的A片 The One with the Free Porn                | Michael Lembeck     | 故事: Mark J. Kunerth 电视剧本: Richard Goodman                               | 1998年3月26日  |
| 钱德和乔伊发现自己能接受到免费的成人频道，这让他们非常兴奋。罗斯对艾米丽动了真感情。深陷相思之苦的罗斯飞去伦敦想找艾米丽，谁知也爱上罗斯的艾米丽回到纽约找罗斯。医生检查出来菲比怀了三胞胎。 |          |                                                     |                     |                                                                               |                |
| 91 | 18       | 瑞秋的新装扮 The One with Rachel's New Dress        | Gail Mancuso        | 故事: Andrew Reich & Ted Cohen 电视剧本: Jill Condon & Amy Toomin             | 1998年4月2日   |
| 约书亚的父母要出城去，因此他邀请瑞秋来他家做客。在约书亚的家中，她换上了性感内衣想色诱约书亚，这时约书亚的父母走了进来，这让她非常干嘛。菲比想为三胞胎之一取名，但是她在"乔伊"和"钱德"两个名字之中举棋不定，钱德最后沮丧的说他的名字其实不怎么优，这让菲比不忍心再让他失望所以决定用"钱德"这个名字，其实这只是钱德的哀兵之计而已。罗斯怀疑艾米丽和他前妻的妻子苏珊有一腿。 |          |                                                     |                     |                                                                               |                |
| 92 | 19       | 不择手段 The One with All the Haste                 | Kevin S. Bright     | Scott Silveri & Wil Calhoun                                                   | 1998年4月9日   |
| 莫妮卡和瑞秋用瑞秋父亲的纽约尼克斯队的赛季季票来贿赂男生，想以此换回公寓。钱德不愿意，但是乔伊却对球赛票垂涎。双方决定再赌一把。菲比建议大家抽扑克，结果男生们又赢了。就当钱德和乔伊兴高采烈的去看球赛之际。女生们迅速的把公寓又对换了回来。愤怒的男生来找她们算账，但是莫妮卡和瑞秋拿出了一个男人都没有办法拒绝的备用方案—在男生们面前热吻一分钟。罗斯向艾米丽求婚并得到了对方的应允。                                                                                               |          |                                                     |                     |                                                                               |                |
| 93 | 20       | 婚纱 The One with All the Wedding Dresses           | Gail Mancuso        | 故事: Adam Chase 电视剧本: Gregory S. Malin和Michael Curtis                   | 1998年4月16日  |
| 罗斯让莫妮卡去婚纱店取艾米丽的婚纱，恨嫁的莫妮卡穿上了婚纱就不肯再脱下来。同样是大龄怨女的菲比也学着莫妮卡的样子租了一件婚纱。看到罗斯和艾米丽订婚的幸福模样让瑞秋很嫉妒，所以她也向约书亚求婚。这让约书亚一时不知道作何反应。被打击到了瑞秋回到了家里，女生们为了让她的心情好转，提出了一个建议...就当三个人都穿起婚纱玩的正开心的时候，有人来敲门，女生们以为是钱德，谁知道竟然是想上门来道歉的约书亚，看到瑞秋一副拼命要把自己嫁出去的样子，把约书亚吓的不轻。                     |          |                                                     |                     |                                                                               |                |
| 94 | 21       | 结婚请柬 The One with the Invitation                | Peter Bonerz        | Seth Kurland                                                                  | 1998年4月23日  |
| 罗斯和艾米丽为婚礼准备结婚请柬，艾米丽因为罗斯和瑞秋的关系决定不邀请她去伦敦比较好，不会让彼此尴尬。但是罗斯坚持要邀请自己的这位好友。经过一番思考，瑞秋决定不去伦敦留下来和即将临盆菲比作伴。 |          |                                                     |                     |                                                                               |                |
| 95 | 22       | 乔伊干不了伴郎 The One with the Worst Best Man Ever | Peter Bonerz        | Gregory S. Malins和Michael Curtis                                             | 1998年4月30日  |
| 罗斯原本让钱德做他的伴郎，但是在钱德说罗斯不是他的伴郎之后他改选乔伊做他的伴郎。乔伊把罗斯的婚戒给弄丢了，原本他以为是被和他上床的单身派对上的脱衣舞娘偷走的，而后竟然发现是小鸭子把戒指给吞了。女生们为菲比举办了一次婴儿洗礼派对。 |          |                                                     |                     |                                                                               |                |
| 96 | 23       | 罗斯的婚礼：上 The One with Ross's Wedding 1        | Kevin S. Bright     | 故事: Michael Borkow 电视剧本: Shana Goldberg-Meehan & Scott Silveri          | 1998年5月7日   |
| 老友们来到了伦敦才加罗斯的婚礼，菲比因待产没有一同前往，而瑞秋又觉得看到罗斯结婚会心碎因此也没有同行。艾米丽和罗斯原定要举办婚礼的教堂马上就要被彻底拆除了，但是他们还是决定在此地举行婚礼。 备注: 维珍集团老板理查德·布兰森在剧中客串一名商人，前约克公爵夫人約克公爵夫人莎拉也在剧中客串了一把自己。 |          |                                                     |                     |                                                                               |                |
| 97 | 24       | 罗斯的婚礼：下 The One with Ross's Wedding 2        | Kevin S. Bright     | 故事: Jill Condon和Amy Toomin 电视剧本: Shana Goldberg-Meehan & Scott Silveri | 1998年5月7日   |
| 瑞秋还是决定去参加罗斯的婚礼并向他表达自己的真實情感，艾米丽的父母在婚礼的账单上敲了罗斯父母一笔。钱德和莫妮卡喝醉后睡在了一起。被追寻而来的此生挚爱搅的有点糊涂的罗斯，竟然在神坛犯了一个天大的错误——他把新娘的名字喊成了"瑞秋"...... |          |                                                     |                     |                                                                               |                |

## 注脚
1. ↑  . Classic TV Hits.   [2009-12-13]. （原始内容存档于2010-01-03）.
2. 1 2  这些剧集在首播时为两集连播，但在其他电视台播映、重播以及DVD中分割为两集。